# نان وقفی
نان وقفی (در گویش محلی جنوبی اغلب به آن نان سفید نیز می‌گویند) یک نوع نان ایرانی است که معمولاً حاوی مقدار بیشتری آرد نسبت به نان معمولی است. حجم و شکل این نان صاف و نازک است. نان را به شکل در تنور درست می‌کنند.